# Srikantabati
Srikantabati è una suddivisione dell'India, classificata come census town, di 9.897 abitanti, situata nel distretto di Murshidabad, nello stato federato del Bengala Occidentale. In base al numero di abitanti la città rientra nella classe V (da 5.000 a 9.999 persone).

## Geografia fisica
La città è situata a 24° 27' 26 N e 88° 03' 14 E.

## Società

### Evoluzione demografica
Al censimento del 2001 la popolazione di Srikantabati assommava a 9.897 persone, delle quali 5.026 maschi e 4.871 femmine. I bambini di età inferiore o uguale ai sei anni assommavano a 1.623, dei quali 852 maschi e 771 femmine. Infine, coloro che erano in grado di saper almeno leggere e scrivere erano 5.342, dei quali 2.995 maschi e 2.347 femmine.